# كاران برار
كاران برار (بالإنجليزية: Karan Brar)‏ (18 يناير 1999) ممثل أمريكي بدأ مشواره الفني عام 2010.

## روابط خارجية
- Official Website
- كاران برار على موقع IMDb (الإنجليزية)
- كاران برار على موقع ميتاكريتيك (الإنجليزية)
- كاران برار على موقع روتن توميتوز (الإنجليزية)
- كاران برار على موقع قاعدة بيانات الأفلام العربية
- كاران برار على موقع ألو سيني (الفرنسية)
- كاران برار على موقع تيرنر كلاسيك موفيز (الإنجليزية)
- كاران برار على موقع أول موفي (الإنجليزية)
- كاران برار على موقع قاعدة بيانات الأفلام السويدية (السويدية)
- كاران برار على موقع أول ميوزيك (الإنجليزية)
- كاران برار على موقع قاعدة بيانات الفيلم (الإنجليزية)